# Esaias Compenius den äldre
Esaias Compenius den äldre, född 1566 (döpt 8 december 1566 i Eisleben), död 1617 i Hillerød, var en tysk orgelbyggare.

## Biografi

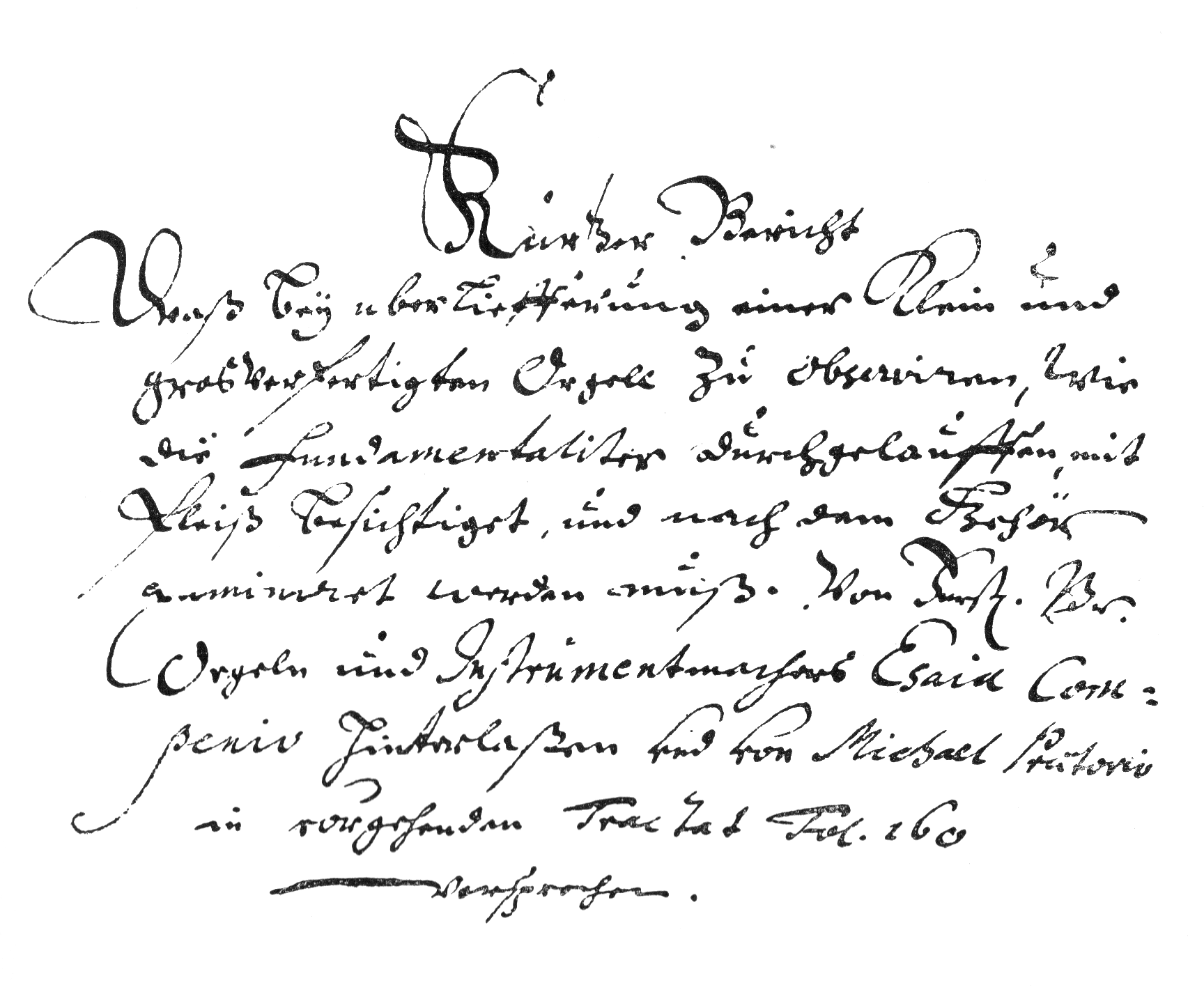
Början på en avskrift av avhandlingen Orgeln Verdingnis

Esaias Compenius, som tecknade sitt namn Cumpenius fram till 1606, döptes den 8 december 1566 i St. Andreas, Eisleben. Han var organist såväl som furstlig orgelmakare och instrumentmakare. Till och med hans far, Heinrich Compenius den äldre, var en orgelbyggare av rang, liksom hans bror Heinrich Compenius den yngre och Timotheus Compenius.Esaias var den mest begåvade av Heinrichs söner och den viktigaste representanten för orgelbyggarfamiljen. Fram till 1585 utbildades han i sin faders verkstad i Nordhausen och var där från 1586 till 1589 medarbetare.
Esaias Compenius gifte sig två gånger. Från det första äktenskapet, som upplöstes 1588, kom hans son Adolph Compenius Adolph (1588–1650), som också blev organist och orgelbyggare. Den andra sonen var Wolfenbüttels hovmusiker Christoph Compenius.
1589 kom han att leda konstruktionen av orgeln i Hettstedt, vilket ledde till en tvist med hans far, så att Esaias drog sig ur byggandet av orgeln. Endast ytligt handlade det om de olika typerna av väderlåda. Medan Heinrich använde springlådesystemet använde Esaias och Timotheus Compenius slejflåda. Förhållandet var uppenbarligen så söndrat att Esaias startade sin egen verksamhet i Magdeburg. 
Mellan 1588 och 1602 finns nästan inga spåret efter honom. Från 1605 arbetade han hos hertigen Henrik Julius av Braunschweig-Wolfenbüttel som "furstlig Braunschweigisk orgelmakare och instrumentmakare". Där träffade han kompositören Michael Praetorius, med vilken han uppenbarligen blev vän. Compenius hade inte obetydligt inflytande på Praetorius skrift De organographia '(Syntagma musicum, band 2, 1619).  I den nämner Praetorius Organs Verdingnis av Compenius, en manual för orgelkunskap, vars publicering dock inte blev av. Under sin tid i Wolfenbüttel/Braunschweig (1606–1612) var Compenius som andre hovorganist i Wolfenbüttel lärare för sin brorson Johannes Heckelauer (omkring 1610).  Från 1612 bodde han åter i Magdeburg.
Compenius fick betydande uppdrag, som han ensam inte kunde fullborda. Dessutom fick han en ögonskada omkring 1610, möjligen på grund av lödning, vilket ytterligare försenade nybyggnationen av orgeln i Kroppenstedt. På grund av den utdragna byggperioden, som slutligen varade i tio år, uppstod en tvist, som återspeglades i en våldsam korrespondens. 1616 planerade Compenius en flytt till Brunswick. 1617 överförde han sin orgel, byggd 1610 för att egentligen stå i slottet i Hessen, till kapellet i Frederiksborgs slott nära Köpenhamn. Att han blev sjuk, dog och begravdes där, finns inte dokumenterat.
Frederiksborgs slotts orgel är helt bevarad. Med sina register av utvalda trämaterial är instrumentet i traditionen av organo di legno. Den är väldigt välutrustad och hade uppenbarligen inga ekonomiska begränsningar. Registerandragen är gjorda av rent silver, fasadpiporna, manualen och pedalen är täckt med elfenben.
Ofta förväxlas Esaias Compenius den äldre med sin brorson orgelbyggaren Esaias Compenius den yngre.

## Orgelverk
| År         | Ursprunglig kyrka                           | Stift | Bild | Manualer | Pedal        | Stämmor | Bevarad orgel/fasad | Övrigt |
| ---------- | ------------------------------------------- | ----- | ---- | -------- | ------------ | ------- | ------------------- | --- |
| 1589       | St.-Jacobikirche, Hettstedt                 |       |      |          |              |         | Nej/Nej             | Ombyggnation och nybyggt ryggpositiv, tillsammans med sin far. |
| cirka 1590 | St. Katharinen, Magdeburg                   |       |      |          |              |         | Nej/Nej             | Ospecificerat arbete. |
| 1603–1605  | Slott, Gröningen                            |       |      | 2        | Självständig | 59      | Nej/Ja              | Reparation och underhåll.Orgelhuset med fasadpiporna finns bevarade i St. Martini (Halberstadt). |
| 1605–1610  | Slott, Hessen am Fallstein vid Wolfenbüttel |       |      | 2        | Självständig | 27      | Ja/Ja               | Nybyggnation. Flyttades 1617 av Compenius till Frederiksborgs slott och sattes upp där. |
| 1603–1613  | Martinikirche, Kroppenstedt                 |       |      | 2        | Självständig | 20      | Ja (delvis)/Ja      | Nybyggnation. Fasaden och 3 register finns bevarade. |
| 1615       | Marienkapelle, Wolfenbüttel                 |       |      |          |              |         | Nej/Nej             | |
| Före 1617  | St. Ambrosius, Magdeburg-Sudenburg          |       |      |          |              |         | Nej/Nej             | Nybyggnation. Omkring 1606 fullbordades orgeln av Heinrich Compenius den yngre. |
| 1615–1617  | Bückeburger Stadtkirche, Bückeburg          |       |      | 3        | Självständig | 33      | Nej/Nej             | Nybyggnation. Fullbordad av Adolph Compenius? Dispositionen (3 manualer, pedal och 48 stämmor) som överlämnades till Praetorius, verkar inte ha genomförts. Pipverket har ersatts under flera ombyggnationer. Orgelfasaden föll offer för en anlagd brand 1962. 1997 rekonstruktion av Rudolf Janke |

## Skrifter
- Tillsammans med Michael Praetorius: Orgeln Verdingnis, Bau und Liefferung sowohl in neuer Verfertigung als revision alter Orgeln. 1619.

## Webblänkar
- Wikimedia Commons har media som rör Esaias Compenius den äldre.
- Litteratur rörande Esaias Compenius i Deutsche Nationalbibliotheks katalog
- Esaias Compenius
- Die Familie Compenius Om Compenius orgel i Kroppenstedt